# Haeska (Saaremaa)
Haeska (Duits: Hasick) is een plaats in de Estlandse gemeente Saaremaa, provincie Saaremaa. De plaats heeft de status van dorp (Estisch: küla).
Tot in oktober 2017 behoorde Haeska tot de gemeente Pihtla. In die maand ging Pihtla op in de fusiegemeente Saaremaa.

## Bevolking
Het dorp had 84 inwoners op 31 december 2011 en 86 inwoners op 31 december 2021.

## Geschiedenis
Haeska werd voor het eerst genoemd in 1560 onder de naam Hauist. Een landgoed Haeska bestond al sinds 1450. Sinds 1632 was het landgoed bijna onafgebroken in het bezit van de Duits-Baltische familie von Nolcken. De laatste eigenaar voor de onteigening door het onafhankelijk geworden Estland in 1919 was Erich Baron Nolcken. De gebouwen op het landgoed zijn verloren gegaan.
In 1977 werd het buurdorp Kuremaa bij Haeska gevoegd.